# Schizonoda
Schizonoda is een geslacht van kevers uit de familie bladkevers (Chrysomelidae).
De wetenschappelijke naam van het geslacht werd in 1950 gepubliceerd door Bechyne.

## Soorten
- Schizonoda aresca Bechyne, 1983
- Schizonoda eloquens Bechyne, 1983